# La prova del serpente
La prova del serpente (Them That Follow) è un film del 2019 diretto da Britt Poulton e Dan Madison Savage.

## Trama
In una zona remota dei monti Appalachi, il pastore Lemuel Childs presiede sulla sua comunità, una setta pentecostale che usa serpenti velenosi in riti di iniziazione volti a dimostrare la propria devozione a Dio. Tuttavia, la tradizione della setta rischia di crollare mentre Mara, la figlia del pastore, si accinge a sposarsi sotto lo sguardo vigile di Hope Slaughter.

## Produzione
Le riprese principali si sono svolte a Youngstown nell'autunno 2017.

## Distribuzione
Il film è stato presentato in anteprima mondiale il 27 gennaio 2019 in occasione del Sundance Film Festival. Successivamente è stato distribuito nelle sale statunitensi il 2 agosto dello stesso anno.